# برادلي ماكجي
برادلي ماكجي (بالإنجليزية: Bradley McGee) مواليد 24 فبراير 1976 في سيدني، هو دراج أسترالي سابق في صنف سباق الدراجات على الطريق وعلى المضمار. سبق أن شارك في دورة الألعاب الأولمبية الصيفية وفاز بميدالية أولمبية.

## سجل النتائج

### سباقات أو مراحل فاز بها
- طواف فرنسا
- طواف سويسرا
- طواف إيطاليا

## الميداليات
| الميدالية | المسابقة                       |
| --------- | ------------------------------ |
| ذهبية     | الألعاب الأولمبية الصيفية 2004 |
| فضية      | الألعاب الأولمبية الصيفية 2004 |
| برونزية   | الألعاب الأولمبية الصيفية 1996 |
| برونزية   | الألعاب الأولمبية الصيفية 1996 |
| برونزية   | الألعاب الأولمبية الصيفية 2000 |
| ذهبية     | دورة ألعاب الكومنولث 1994      |
| ذهبية     | دورة ألعاب الكومنولث 1994      |
| ذهبية     | دورة ألعاب الكومنولث 1998      |
| ذهبية     | دورة ألعاب الكومنولث 1998      |
| ذهبية     | دورة ألعاب الكومنولث 2002      |

## روابط خارجية
- برادلي ماكجي على موقع الاتحاد الدولي للدراجات (الإنجليزية)
- برادلي ماكجي على موقع أرشيف الدراجات (الإنجليزية)
- برادلي ماكجي على موقع إحصائيات الدراجات الإحترافية (الإنجليزية)
- برادلي ماكجي على موقع نسبة الدراجات (الإنجليزية)
- برادلي ماكجي على موقع CycleBase (الإنجليزية)
- برادلي ماكجي على موقع أوليمبيديا (الإنجليزية)
- برادلي ماكجي على موقع اللجنة الأولمبية الأسترالية (الإنجليزية)
- برادلي ماكجي على موقع قاعة أستراليا للمشاهير الرياضية (الإنجليزية)